# Misumena indra
Misumena indra là một loài nhện trong họ Thomisidae.
Loài này thuộc chi Misumena. Misumena indra được Benoy Krishna Tikader miêu tả năm 1963.